# ياكوفليف ياك-141
ياكوفليف ياك-141 (بالإنجليزية: Yakovlev Yak-141)‏ هي طائرة مقاتلة قادرة على الإقلاع العمودي من صناعة ياكوفليف. كان أول طيران لها في 9 مارس 1987.